# Trigonidium humbertianum
Trigonidium humbertianum är en insektsart som först beskrevs av Henri Saussure 1878.  Trigonidium humbertianum ingår i släktet Trigonidium och familjen syrsor. Inga underarter finns listade i Catalogue of Life.